# Squadron

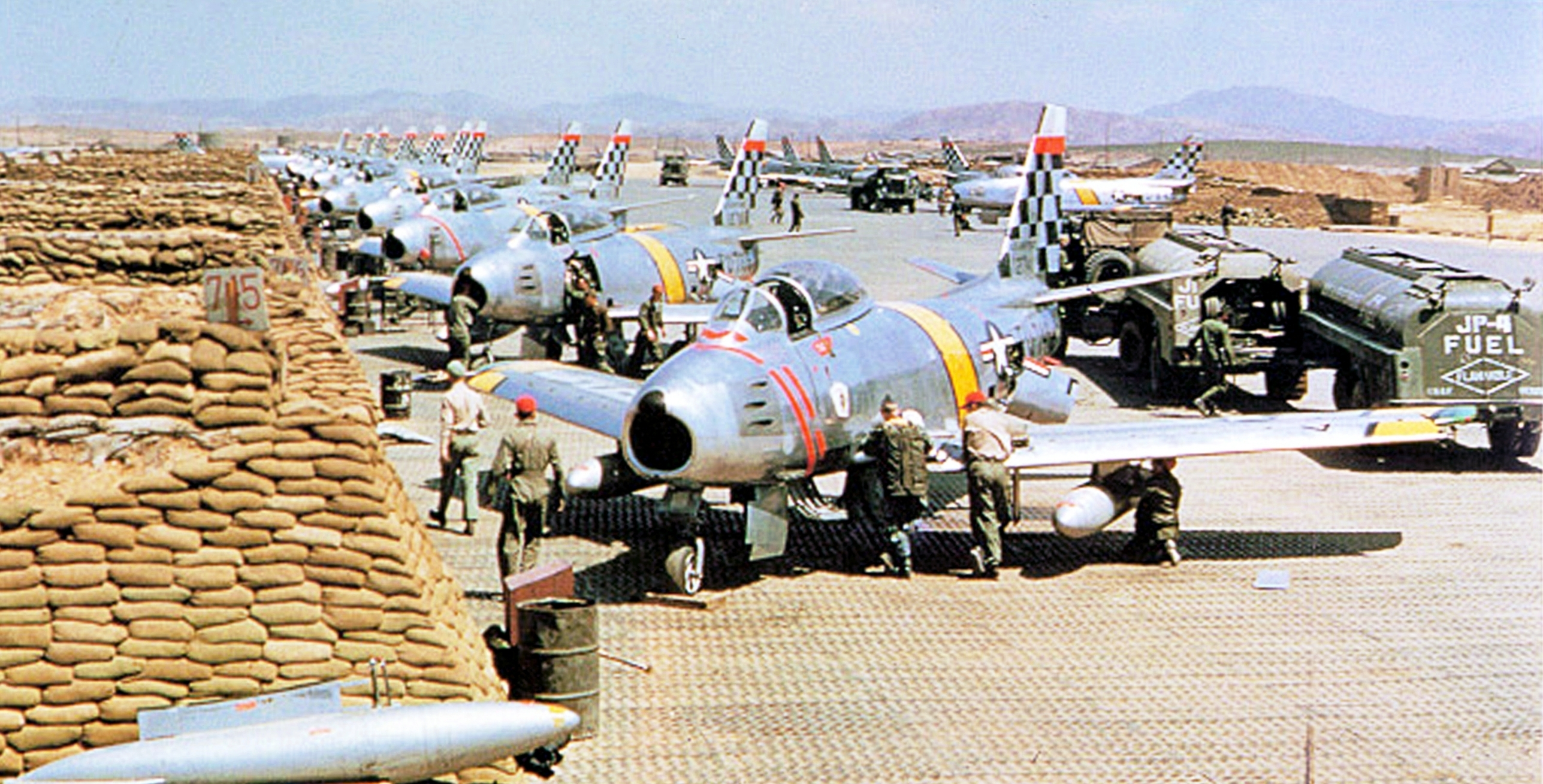
Een United States Air Force North American F-86 Sabre-squadron gedurende de Koreaanse Oorlog, 1951

Oorspronkelijk is een squadron bij de luchtmacht de aanduiding voor een operationele eenheid met vliegtuigen en al het hierbij behorend personeel onder een commandant. Een klein squadron (meestal 5 vliegtuigen) wordt ook wel escadrille genoemd. Soms wordt het Nederlandse synoniem eskader gebruikt, maar dit begrip is meer ingeburgerd als benaming voor vlootonderdelen bij de marine. Een ander naoorlogs synoniem is smaldeel. Een squadron kan ook een luchtmachteenheid zijn met een ondersteunende (bijvoorbeeld onderhoud, logistiek of transport) of faciliterende taak.
Operationele squadrons (met vliegend materieel) kunnen weer onderverdeeld zijn in afzonderlijke flights.
Twee of meer squadrons kunnen zijn samengevoegd in een wing ("vleugel"). Overige squadrons kunnen onderverdeeld zijn in bijvoorbeeld afdelingen.
De omvang van een squadron kan variëren. Een squadron gevechtsvliegtuigen varieert bij NAVO-landen van 10 tot 24 vliegtuigen en kent een personele sterkte tussen 150 en 200 personen. Bijzondere squadrons kunnen nog groter of kleiner zijn: zo kende de Nederlandse Koninklijke Luchtmacht op Vliegbasis Leeuwarden een squadron van 3 reddingshelikopters en heeft de Amerikaanse marine op elk van haar vliegdekschepen squadrons van 4 AEW-vliegtuigen geplaatst.

## Nederland
Bij de Nederlandse luchtmacht wordt de term squadron ook gebruikt voor een operationele eenheid luchtdoelraketten. In andere landen kunnen soortgelijke luchtdoelraketten weer ingedeeld zijn in bataljons bij de landmacht (bijvoorbeeld bij de US Army).
De aanduiding squadron is in Nederland sinds de Tweede Wereldoorlog in gebruik genomen: daarvoor werd de term vliegtuigafdeling gebruikt. In België wordt het een smaldeel genoemd.
Een squadron bij de Koninklijke Marine is een groep van 3 of 4 gelijke schepen.
De marine kent daarnaast nog de term eskader, maar gebruikt die voor een grotere eenheid van verschillende typen schepen.
Een squadroncommandant heeft in Nederland meestal de rang van majoor of luitenant-kolonel, hoewel anders ook voorkomt. De rang is afhankelijk van taak en omvang van een squadron en kan ook per land verschillen.

## Lijst van Nederlandse squadrons
Hieronder staat een lijst van actieve, niet-actieve en (tijdelijk) opgeheven squadrons van zowel de Koninklijke Luchtmacht als van de Koninklijke Marine.

### Actieve Squadrons
| Squadron | Typering                                                     | Locatie                                       |
| -------- | ------------------------------------------------------------ | --------------------------------------------- |
| 7        | Opleidingen Helikopter                                       | Maritiem Vliegkamp De Kooy                    |
| 121      | Militair Wetenschappelijke Opleidingen                       | Koninklijke Militaire Academie                |
| 122      | Korte Officiersopleidingen                                   | Koninklijke Militaire Academie                |
| 130      | Initiële Opleidingen                                         | Vliegbasis Woensdrecht                        |
| 131      | PC-7 Elementaire Vliegeropleiding                            | Vliegbasis Woensdrecht                        |
| 133      | Technische Opleidingen                                       | Vliegbasis Woensdrecht                        |
| 298      | CH-47F Chinook Transporthelikopter                           | Vliegbasis Gilze-Rijen                        |
| 299      | Opleidingen Helikopter                                       | Vliegbasis Gilze-Rijen                        |
| 300      | Cougar II Transporthelikopter                                | Vliegbasis Gilze-Rijen                        |
| 301      | AH-64 Apache Gevechtshelikopter                              | Vliegbasis Gilze-Rijen                        |
| 302      | Air Assault School                                           | Fort Hood                                     |
| 306      | MQ-9 Reaper                                                  | Vliegbasis Leeuwarden                         |
| 312      | F-16 Fighting Falcon                                         | Vliegbasis Volkel                             |
| 313      | F-35 Lightning II                                            | Vliegbasis Volkel                             |
| 322      | F-35 Lightning II                                            | Vliegbasis Leeuwarden                         |
| 334      | A-330MRTT Tanker/Luchttransport                              | Vliegbasis Eindhoven                          |
| 336      | C-130H Hercules Luchttransport                               | Vliegbasis Eindhoven                          |
| 519      | Luchtmacht Reserve                                           | Air Operations Control Station Nieuw Milligen |
| 520      | Luchtmacht Reserve                                           | Vliegbasis Gilze-Rijen                        |
| 600      | Air Liaison, Instructie, LTV                                 |                                               |
| 601      | Bewaking                                                     |                                               |
| 602      | Beveiliging                                                  |                                               |
| 603      | Bewaking                                                     |                                               |
| 604      | Bewaking                                                     |                                               |
| 640      | Bewaking & Platform                                          | Vliegbasis Volkel                             |
| 650      | Platform                                                     |                                               |
| 710      | CRC                                                          | Air Operations Control Station Nieuw Milligen |
| 711      | MilATCC                                                      | Air Operations Control Station Nieuw Milligen |
| 800      | Geleide Wapens, C2                                           | Luitenant-generaal Bestkazerne                |
| 802      | Geleide Wapens, PATRIOT                                      | Luitenant-generaal Bestkazerne                |
| 860      | NH-90 NFH                                                    | Maritiem Vliegkamp De Kooy                    |
| 900      | Onderhoud                                                    | Vliegbasis Volkel                             |
| 901      | Logistiek                                                    | Vliegbasis Volkel                             |
| 920      | Onderhoud                                                    | Vliegbasis Leeuwarden                         |
| 921      | Logistiek                                                    | Vliegbasis Leeuwarden                         |
| 922      | Platform                                                     | Vliegbasis Leeuwarden                         |
| 930      | Onderhoud                                                    | Vliegbasis Gilze-Rijen                        |
| 931      | Platform                                                     | Vliegbasis Gilze-Rijen                        |
| 932      | Logistiek                                                    |                                               |
| 940      | Logistiek                                                    | Vliegbasis Eindhoven                          |
| 941      | Platform                                                     | Vliegbasis Eindhoven                          |
| 942      | Onderhoud                                                    | Vliegbasis Eindhoven                          |
| 951      | Logistiek en Onderhoud                                       |                                               |
| 961      | Platformsquadron, openstelling van de start- en landingsbaan | Vliegbasis Woensdrecht                        |
| 970      | Ondersteuning                                                | Air Operations Control Station Nieuw Milligen |
| 980      | Vliegtuig-/Helikopteronderhoud                               | Vliegbasis Woensdrecht                        |
| 981      | Componentenonderhoud                                         | Vliegbasis Woensdrecht                        |
| 982      | Technologie en Missieondersteuning                           | Vliegbasis Woensdrecht                        |
| 983      | Centrale voorraadbeheerder van de Luchtmacht                 | Vliegbasis Woensdrecht                        |
| 990      | Gereedstelling/onderhoud                                     | Maritiem Vliegkamp De Kooy                    |

### Niet-actieve of opgeheven squadrons
| Sq nummer/naam                         | Typering (bij opheffing)                    | Bijzonderheden                                                       |
| -------------------------------------- | ------------------------------------------- | -------------------------------------------------------------------- |
| 1 Luchtmacht Verbindingsgroep          | te Alphen                                   | Verbindingsinlichtingen en "sweep" organisatie (contra-inlichtingen) |
| 2                                      | Koninklijke Marine                          |                                                                      |
| 2 Luchtmacht Verbindingsgroep          | te Hilversum                                |                                                                      |
| 9                                      | Koninklijke Marine                          |                                                                      |
| 10                                     | Koninklijke Luchtmacht                      | Luchtmacht Beveiligingssquadron, SSB                                 |
| 118                                    | Geleide wapens (Nike Hercules)              | vh 18 sq ML/KNIL                                                     |
| 119                                    | Geleide wapens (Nike Hercules)              | vh 19 sq ML/KNIL                                                     |
| 120                                    | Opleidingen Geleide wapens                  | vh Geleide wapens (Nike Hercules), vh 120 sq ML/KNIL                 |
| 120 (Netherlands East Indies) Squadron | Jachtvliegtuigen (P-40 Kittyhawk)           | Nederlands-Australisch squadron van de RAAF in WO-2                  |
| 132                                    | Gedragsopleidingen                          | Woensdrecht                                                          |
| 220                                    | Geleide wapens (Nike Hercules)              | vh 20 sq ML/KNIL                                                     |
| 221                                    | Geleide wapens (Nike Hercules)              | vh ML/KL 1LVR                                                        |
| 222                                    | Geleide wapens (Nike Hercules)              | vh ML/KL 2LVR                                                        |
| 223                                    | Geleide wapens (Nike Hercules)              |                                                                      |
| 302                                    | Gevechtshelicopters (Apache)                | Eerste AH-64D squadron                                               |
| 311                                    | F-16                                        |                                                                      |
| 314                                    | F-16                                        |                                                                      |
| 315                                    | F-16                                        |                                                                      |
| 316                                    | F-16                                        |                                                                      |
| 320 Dutch Squadron RAF                 | Koninklijke Marine                          |                                                                      |
| 321 Dutch Squadron RAF                 | Koninklijke Marine                          |                                                                      |
| 323                                    | F-35                                        | Eglin Air Force Base                                                 |
| 324                                    | Geleide wapens (Hawk)                       |                                                                      |
| 325                                    | Hawker Hunter F.6                           | Vliegbasis Leeuwarden                                                |
| 326                                    | Geleide wapens (Hawk)                       |                                                                      |
| 327                                    | Geleide wapens (Hawk)                       |                                                                      |
| 328                                    | Geleide wapens (Hawk)                       |                                                                      |
| 420                                    | Geleide wapens (Hawk)                       | vh ML/KL 1LVR                                                        |
| 421                                    | Geleide wapens (Hawk)                       | vh ML/KL 1LVR                                                        |
| 422                                    | Geleide wapens (Hawk)                       | vh ML/KL 2LVR                                                        |
| 423                                    | Geleide wapens (Hawk)                       | vh ML/KL 1LVR, later 503 sq                                          |
| 500                                    | Geleide wapens (Hawk)                       | vh 700 sq                                                            |
| 501                                    | Geleide wapens (Hawk)                       | vh 701 sq                                                            |
| 502                                    | Geleide wapens (Hawk)                       | vh 702 sq                                                            |
| 503                                    | Geleide wapens (Hawk)                       | vh ML/KL 1LVR / 423 sq                                               |
| 801                                    | Geleide wapens (Hawk/Patriot)               |                                                                      |
| 803                                    | Geleide wapens (Hawk/Patriot)               | Lions                                                                |
| 804                                    | Geleide wapens (Hawk/Patriot)               |                                                                      |
| W&E                                    | Wapentechniek en Elektronica squadron, LW   |                                                                      |
| W&E                                    | Wapentechniek en Elektronica squadron, TW   |                                                                      |
| W&E                                    | Wapentechniek en Elektronica squadron, VKL  |                                                                      |
| W&E                                    | Wapentechniek en Elektronica squadron, Ehv  |                                                                      |
| W&E                                    | Wapentechniek en Elektronica squadron, GR   |                                                                      |
| W&E                                    | Wapentechniek en Elektronica squadron, Yp   |                                                                      |
| W&E                                    | Wapentechniek en Elektronica squadron, DL   |                                                                      |
| T                                      | Technisch squadron, LW                      |                                                                      |
| T                                      | Technisch squadron, TW                      |                                                                      |
| T                                      | Technisch squadron, VKL                     |                                                                      |
| T                                      | Technisch squadron, Ehv                     |                                                                      |
| T                                      | Technisch squadron, GR                      |                                                                      |
| T                                      | Technisch squadron, Yp                      |                                                                      |
| T                                      | Technisch squadron, DL                      |                                                                      |
| T                                      | Technisch squadron, LETS                    |                                                                      |
| Mat                                    | Materieel squadron, LW                      |                                                                      |
| Mat                                    | Materieel squadron, TW                      |                                                                      |
| Mat                                    | Materieel squadron, VKL                     |                                                                      |
| Mat                                    | Materieel squadron, Ehv                     |                                                                      |
| Mat                                    | Materieel squadron, GR                      |                                                                      |
| Mat                                    | Materieel squadron, Yp                      |                                                                      |
| Mat                                    | Materieel squadron, DL                      |                                                                      |
| MT                                     | Motor Transport squadron, SSB               |                                                                      |
| MT                                     | Motor Transport squadron, LW                |                                                                      |
| MT                                     | Motor Transport squadron, TW                |                                                                      |
| MT                                     | Motor Transport squadron, VKL               |                                                                      |
| MT                                     | Motor Transport squadron, Ehv               |                                                                      |
| MT                                     | Motor Transport squadron, GR                |                                                                      |
| MT                                     | Motor Transport squadron, Yp                |                                                                      |
| MT                                     | Motor Transport squadron, DL                |                                                                      |
| LB                                     | Luchtmacht Beveiliging squadron, LW         |                                                                      |
| LB                                     | Luchtmacht Beveiliging squadron, TW         |                                                                      |
| LB                                     | Luchtmacht Beveiliging squadron, VKL        |                                                                      |
| LB                                     | Luchtmacht Beveiliging squadron, Ehv        |                                                                      |
| LB                                     | Luchtmacht Beveiliging squadron, GR         |                                                                      |
| LB                                     | Luchtmacht Beveiliging squadron, Yp         |                                                                      |
| LB                                     | Luchtmacht Beveiliging squadron, DL         |                                                                      |
| METEO                                  | Luchtmacht Meteorologisch squadron, De Bilt |                                                                      |
| Verz                                   | Verzorging squadron, LW                     |                                                                      |
| Verz                                   | Verzorging squadron, TW                     |                                                                      |
| Verz                                   | Verzorging squadron, VKL                    |                                                                      |
| Verz                                   | Verzorging squadron, Ehv                    |                                                                      |
| Verz                                   | Verzorging squadron, GR                     |                                                                      |
| Verz                                   | Verzorging squadron, Yp                     |                                                                      |
| Verz                                   | Verzorging squadron, DL                     |                                                                      |

LW = Vliegbasis Leeuwarden, TW = Vliegbasis Twenthe, VKL = Vliegbasis Volkel, Ehv = Vliegbasis Eindhoven, GR = Vliegbasis Gilze-Rijen, Yp = Vliegbasis Ypenburg, DL = Vliegbasis Deelen, SSB = Soesterberg, ML = Militaire Luchtvaart, LETS = Luchtmacht Elektronische en Technische School.
vh=voorheen: tradities overgenomen van...
W&E squadron voorheen ook Bewapening en Elektronica squadron (B&E) genoemd.